# Lijst van nummer 1-hits in de 3FM Mega Top 50 in 2004
Deze hits stonden in 2004 op nummer 1 in de Mega Top 50, de hitlijst van de Nederlandse radiozender 3FM.
| Datum        | Artiest                         | Titel                           |
| ------------ | ------------------------------- | ------------------------------- |
| 3 januari    | Frans Bauer                     | Heb je even voor mij            |
| 10 januari   | Frans Bauer                     | Heb je even voor mij            |
| 17 januari   | Frans Bauer                     | Heb je even voor mij            |
| 24 januari   | Marco Borsato                   | Afscheid nemen bestaat niet     |
| 31 januari   | Marco Borsato                   | Afscheid nemen bestaat niet     |
| 7 februari   | Marco Borsato                   | Afscheid nemen bestaat niet     |
| 14 februari  | Treble                          | Ramaganana                      |
| 21 februari  | Dinand Woesthoff                | Dreamer (Gussie's song)         |
| 28 februari  | Dinand Woesthoff                | Dreamer (Gussie's song)         |
| 6 maart      | Dinand Woesthoff                | Dreamer (Gussie's song)         |
| 13 maart     | Marco Borsato & Do              | Voorbij                         |
| 20 maart     | Marco Borsato & Do              | Voorbij                         |
| 27 maart     | Marco Borsato & Do              | Voorbij                         |
| 3 april      | Usher & Lil Jon & Ludacris      | Yeah!                           |
| 10 april     | Usher & Lil Jon & Ludacris      | Yeah!                           |
| 17 april     | Usher & Lil Jon & Ludacris      | Yeah!                           |
| 24 april     | Usher & Lil Jon & Ludacris      | Yeah!                           |
| 1 mei        | Eamon                           | F**k it (I don't want you back) |
| 8 mei        | Eamon                           | F**k it (I don't want you back) |
| 15 mei       | Boris                           | When you think of me            |
| 22 mei       | Boris                           | When you think of me            |
| 29 mei       | Boris                           | When you think of me            |
| 5 juni       | Boris                           | When you think of me            |
| 12 juni      | Counting Crows & BLØF           | Holiday in Spain                |
| 19 juni      | Counting Crows & BLØF           | Holiday in Spain                |
| 26 juni      | Counting Crows & BLØF           | Holiday in Spain                |
| 3 juli       | Counting Crows & BLØF           | Holiday in Spain                |
| 10 juli      | Counting Crows & BLØF           | Holiday in Spain                |
| 17 juli      | O-Zone                          | Dragostea din teï               |
| 24 juli      | O-Zone                          | Dragostea din teï               |
| 31 juli      | O-Zone                          | Dragostea din teï               |
| 7 augustus   | O-Zone                          | Dragostea din teï               |
| 14 augustus  | O-Zone                          | Dragostea din teï               |
| 21 augustus  | O-Zone                          | Dragostea din teï               |
| 28 augustus  | O-Zone                          | Dragostea din teï               |
| 4 september  | O-Zone                          | Dragostea din teï               |
| 11 september | O-Zone                          | Dragostea din teï               |
| 18 september | O-Zone                          | Dragostea din teï               |
| 25 september | Marco Borsato & Ali B           | Wat zou je doen                 |
| 2 oktober    | André Hazes                     | Zij gelooft in mij              |
| 9 oktober    | André Hazes                     | Zij gelooft in mij              |
| 16 oktober   | André Hazes                     | Zij gelooft in mij              |
| 23 oktober   | Marco Borsato & Ali B           | Wat zou je doen                 |
| 30 oktober   | Marco Borsato & Ali B           | Wat zou je doen                 |
| 6 november   | Lange Frans & Baas B & Ninthe   | Zinloos                         |
| 13 november  | Lange Frans & Baas B & Ninthe   | Zinloos                         |
| 20 november  | Lange Frans & Baas B & Ninthe   | Zinloos                         |
| 27 november  | Ch!pz                           | 1001 Arabian Nights             |
| 4 december   | Ch!pz                           | 1001 Arabian nights             |
| 11 december  | Ch!pz                           | 1001 Arabian nights             |
| 18 december  | Ch!pz                           | 1001 Arabian nights             |
| 25 december  | Geen 3FM Mega Top 50 verschenen | Geen 3FM Mega Top 50 verschenen |